# Caesalpinia acutifolia
Caesalpinia acutifolia là một loài thực vật có hoa trong họ Đậu. Loài này được J.R.Johnst. miêu tả khoa học đầu tiên.